# 懷寧公主
怀宁公主（1624年4月17日—1624年8月2日），名朱淑媖，明朝公主，明熹宗次女，母亲是成妃李氏。
天启四年二月三十日北京大地震，皇宫剧烈震撼时，李成妃分娩下了怀宁公主。六月十九日公主即夭折，十二月二十日葬金山之原。